# Liste der Nummer-eins-Hits in Finnland (2025)
Dies ist eine Liste der Nummer-eins-Hits in Finnland im Jahr 2025. Sie basiert auf den offiziellen Single Top 50 und den Album Top 50, die im Auftrag von Musiikkituottajat, der finnischen Landesgruppe der IFPI, erstellt werden.

## Singles
| ← 2024 ← | Liste der Nummer-eins-Hits in Finnland | Liste der Nummer-eins-Hits in Finnland                    | Liste der Nummer-eins-Hits in Finnland | |
| \| Zeitraum \| Wo. ges. \| Interpret \| Titel Autor(en) \| Zusätzliche Informationen \| \| (Zeitraum, Wochen auf Platz eins, Interpret, Titel, Autor[en], zusätzliche Informationen) \| \| \| \| \| \| ----------------------------------------------------------------------------------------- \| -------- \| --------------------------------------------------------- \| --------------------------------------------------------------------------------------------------------------------------------------------------------------------------------------------------- \| ------------------------------------------------------------------------------------------------------------------------------------------------------- \| \| 1. Woche 1 Woche (insgesamt 6) \| 6 \| Averagekidluke \| Diva Lucas Samuel Elliott Kihlman, Wille Efraim Mannila \| – \| \| 2.–6. Woche 5 Wochen \| 5 \| Ares \| Menestys on paras tapa kostaa Aris Christian Staboulis, Eeti Jedi Justus Erätuli, Max Ruben Jacobsson \| – \| \| 7. Woche 1 Woche \| 1 \| JVG \| Rehellisesti Ville-Petteri Galle, Jare Joakim Brand, Aleksi Vilhelm Asiala, Antti Riihimäki, Joonas Kristian Keronen, Lauri Tapio Halavaara \| – \| \| 8.–9. Woche 2 Wochen \| 2 \| Turisti \| Diana Musik: Kabasele-Obed Banza; Text: Harlova Makungila Vukulu \| – \| \| 10.–15. Woche 6 Wochen (insgesamt 7) \| 7 \| KAJ \| Bara bada bastu Ulf Kristofer Strandberg, Kevin Holmström, Axel Åhman, Jakob Norrgård, Robert Krzysztof Skowronski, Anderz Wrethov \| Die finnlandschwedische Band gewann in Schweden den Vorentscheid zum Eurovision Song Contest 2025 und ist auch in ihrem Heimatland Finnland ein Tophit. \| \| 16.–17. Woche 2 Wochen \| 2 \| Lauri Haav \| Toisessa elämässä Aaro Oskari Virkkala, Aleksi Vilhelm Asiala, Lauri Haavisto, Luka Bo Lemström, Giovanni Rota Rinaldi, Edward Preston Snyder, Lawrence Kusik \| – \| \| 18.–20. Woche 3 Wochen \| 3 \| Ares \| Onneks Aris Christian Staboulis, Eeti Jedi Justus Erätuli, Max Ruben Jacobsson \| – \| \| 21. Woche 1 Woche (insgesamt 7) \| 7 \| KAJ \| Bara bada bastu Ulf Kristofer Strandberg, Kevin Holmström, Axel Åhman, Jakob Norrgård, Robert Krzysztof Skowronski, Anderz Wrethov \| Platz 4 beim ESC reicht, damit das Lied wieder an die Spitze der Charts zurückkehrt. \| \| 22. Woche 1 Woche \| 1 \| Lauri Haav feat. Mirella \| Aja tai kuole Aaro Oskari Virkkala, Aleksi Vilhelm Asiala, Lauri Haavisto, Mirella Linéa Olivia Roininen \| – \| \| 23. Woche 1 Woche \| 1 \| Abreu feat. Bizi \| Äiti Teresa Musik: Atso Oiva Soivio; Text: Anna Abreu, Emma Susanna Johansson \| – \| \| 24. Woche 1 Woche (insgesamt 2) \| 2 \| JVG feat. Emma & Matilda \| Kävi miten kävi Ville-Petteri Galle, Jare Joakim Brand, Aleksi Vilhelm Asiala, Atso Oiva Soivio, Emma Susanna Johansson, Ville Saksela \| – \| \| 25.–26. Woche 2 Wochen \| 2 \| Averagekidluke feat. Turisti, Ares, Willem, Jore & Zpoppa \| Meininki Aaron Mannila, Aris Christian Staboulis, Lucas Samuel Elliott Kihlman, Cigalo Ezeng Lubuma, Harlova Makungila Vukulu, Jordan Muyima Ezang, Wille Efraim Mannila \| – \| \| 27. Woche 1 Woche (insgesamt 2) \| 2 \| JVG feat. Emma & Matilda \| Kävi miten kävi Ville-Petteri Galle, Jare Joakim Brand, Aleksi Vilhelm Asiala, Atso Oiva Soivio, Emma Susanna Johansson, Ville Saksela \| – \| \| 28.–29. Woche 2 Wochen \| 2 \| Isac Elliot \| Oma vika Isac Elliot Lundén, Wille Efraim Mannila \| – \| \| 30.–32. Woche 3 Wochen \| 3 \| JVG feat. Ege Zulu \| Naadindoo Aleksi Vilhelm Asiala, Antti Riihimäki, Ville-Petteri Galle, Jare Joakim Brand, Joonas Kristian Keronen, Lauri Tapio Halavaara, Maria Isabel Garcia Asensio, Patrick Samoy, Ville Saksela \| – \| \| 33. Woche 1 Woche \| 1 \| Isac Elliot \| Sata enkelii Isac Elliot Lundén, Kim Ruben Mannila, Teemu William Brunila, Wille Efraim Mannila \| – \| |                                        |                                                           | | |
| ← 2024 |                                        |                                                           | | |
| Zeitraum | Wo. ges.                               | Interpret                                                 | Titel Autor(en) | Zusätzliche Informationen |
| (Zeitraum, Wochen auf Platz eins, Interpret, Titel, Autor[en], zusätzliche Informationen) |                                        |                                                           | | |
| 1. Woche 1 Woche (insgesamt 6) | 6                                      | Averagekidluke                                            | Diva Lucas Samuel Elliott Kihlman, Wille Efraim Mannila | – |
| 2.–6. Woche 5 Wochen | 5                                      | Ares                                                      | Menestys on paras tapa kostaa Aris Christian Staboulis, Eeti Jedi Justus Erätuli, Max Ruben Jacobsson                                                                                               | – |
| 7. Woche 1 Woche | 1                                      | JVG                                                       | Rehellisesti Ville-Petteri Galle, Jare Joakim Brand, Aleksi Vilhelm Asiala, Antti Riihimäki, Joonas Kristian Keronen, Lauri Tapio Halavaara                                                         | – |
| 8.–9. Woche 2 Wochen | 2                                      | Turisti                                                   | Diana Musik: Kabasele-Obed Banza; Text: Harlova Makungila Vukulu | – |
| 10.–15. Woche 6 Wochen (insgesamt 7) | 7                                      | KAJ                                                       | Bara bada bastu Ulf Kristofer Strandberg, Kevin Holmström, Axel Åhman, Jakob Norrgård, Robert Krzysztof Skowronski, Anderz Wrethov                                                                  | Die finnlandschwedische Band gewann in Schweden den Vorentscheid zum Eurovision Song Contest 2025 und ist auch in ihrem Heimatland Finnland ein Tophit. |
| 16.–17. Woche 2 Wochen | 2                                      | Lauri Haav                                                | Toisessa elämässä Aaro Oskari Virkkala, Aleksi Vilhelm Asiala, Lauri Haavisto, Luka Bo Lemström, Giovanni Rota Rinaldi, Edward Preston Snyder, Lawrence Kusik                                       | – |
| 18.–20. Woche 3 Wochen | 3                                      | Ares                                                      | Onneks Aris Christian Staboulis, Eeti Jedi Justus Erätuli, Max Ruben Jacobsson | – |
| 21. Woche 1 Woche (insgesamt 7) | 7                                      | KAJ                                                       | Bara bada bastu Ulf Kristofer Strandberg, Kevin Holmström, Axel Åhman, Jakob Norrgård, Robert Krzysztof Skowronski, Anderz Wrethov                                                                  | Platz 4 beim ESC reicht, damit das Lied wieder an die Spitze der Charts zurückkehrt.                                                                    |
| 22. Woche 1 Woche | 1                                      | Lauri Haav feat. Mirella                                  | Aja tai kuole Aaro Oskari Virkkala, Aleksi Vilhelm Asiala, Lauri Haavisto, Mirella Linéa Olivia Roininen                                                                                            | – |
| 23. Woche 1 Woche | 1                                      | Abreu feat. Bizi                                          | Äiti Teresa Musik: Atso Oiva Soivio; Text: Anna Abreu, Emma Susanna Johansson | – |
| 24. Woche 1 Woche (insgesamt 2) | 2                                      | JVG feat. Emma & Matilda                                  | Kävi miten kävi Ville-Petteri Galle, Jare Joakim Brand, Aleksi Vilhelm Asiala, Atso Oiva Soivio, Emma Susanna Johansson, Ville Saksela                                                              | – |
| 25.–26. Woche 2 Wochen | 2                                      | Averagekidluke feat. Turisti, Ares, Willem, Jore & Zpoppa | Meininki Aaron Mannila, Aris Christian Staboulis, Lucas Samuel Elliott Kihlman, Cigalo Ezeng Lubuma, Harlova Makungila Vukulu, Jordan Muyima Ezang, Wille Efraim Mannila                            | – |
| 27. Woche 1 Woche (insgesamt 2) | 2                                      | JVG feat. Emma & Matilda                                  | Kävi miten kävi Ville-Petteri Galle, Jare Joakim Brand, Aleksi Vilhelm Asiala, Atso Oiva Soivio, Emma Susanna Johansson, Ville Saksela                                                              | – |
| 28.–29. Woche 2 Wochen | 2                                      | Isac Elliot                                               | Oma vika Isac Elliot Lundén, Wille Efraim Mannila | – |
| 30.–32. Woche 3 Wochen | 3                                      | JVG feat. Ege Zulu                                        | Naadindoo Aleksi Vilhelm Asiala, Antti Riihimäki, Ville-Petteri Galle, Jare Joakim Brand, Joonas Kristian Keronen, Lauri Tapio Halavaara, Maria Isabel Garcia Asensio, Patrick Samoy, Ville Saksela | – |
| 33. Woche 1 Woche | 1                                      | Isac Elliot                                               | Sata enkelii Isac Elliot Lundén, Kim Ruben Mannila, Teemu William Brunila, Wille Efraim Mannila | – |

## Alben
| ← 2024 ← | Liste der Nummer-eins-Hits in Finnland | Liste der Nummer-eins-Hits in Finnland | Liste der Nummer-eins-Hits in Finnland |                           |
| \| Zeitraum \| Wo. ges. \| Interpret \| Titel \| Zusätzliche Informationen \| \| (Zeitraum, Wochen auf Platz eins, Interpret, Titel, zusätzliche Informationen) \| \| \| \| \| \| ------------------------------------------------------------------------------ \| -------- \| ---------------- \| -------------------- \| ------------------------- \| \| 1.–4. Woche 4 Wochen (insgesamt 11) \| 11 \| Mirella \| Kunpa oisin kertonut \| – \| \| 5.–10. Woche 6 Wochen (insgesamt 12) \| 12 \| Ares \| Apathia \| – \| \| 11. Woche 1 Woche \| 1 \| Lady Gaga \| Mayhem \| – \| \| 12. Woche 1 Woche (insgesamt 12) \| 12 \| Ares \| Apathia \| – \| \| 13. Woche 1 Woche \| 1 \| Jenni Vartiainen \| Origo \| – \| \| 14. Woche 1 Woche \| 1 \| Isac Elliot \| Vanhasta uuteen \| – \| \| 15.–16. Woche 2 Wochen \| 2 \| Costi \| Klondike \| – \| \| 17. Woche 1 Woche (insgesamt 12) \| 12 \| Ares \| Apathia \| – \| \| 18. Woche 1 Woche \| 1 \| Ghost \| Skeletá \| – \| \| 19. Woche 1 Woche (insgesamt 12) \| 12 \| Ares \| Apathia \| – \| \| 20. Woche 1 Woche \| 1 \| KAJ \| Sauna Collection \| – \| \| 21.–23. Woche 3 Wochen (insgesamt 12) \| 12 \| Ares \| Apathia \| – \| \| 24. Woche 1 Woche \| 1 \| Sara Bee \| Baddie Issues \| – \| \| 25.–33. Woche 9 Wochen \| 9 \| Averagekidluke \| Denim \| – \| |                                        |                                        |                                        |                           |
| ← 2024 |                                        |                                        |                                        |                           |
| Zeitraum | Wo. ges.                               | Interpret                              | Titel                                  | Zusätzliche Informationen |
| (Zeitraum, Wochen auf Platz eins, Interpret, Titel, zusätzliche Informationen) |                                        |                                        |                                        |                           |
| 1.–4. Woche 4 Wochen (insgesamt 11) | 11                                     | Mirella                                | Kunpa oisin kertonut                   | –                         |
| 5.–10. Woche 6 Wochen (insgesamt 12) | 12                                     | Ares                                   | Apathia                                | –                         |
| 11. Woche 1 Woche | 1                                      | Lady Gaga                              | Mayhem                                 | –                         |
| 12. Woche 1 Woche (insgesamt 12) | 12                                     | Ares                                   | Apathia                                | –                         |
| 13. Woche 1 Woche | 1                                      | Jenni Vartiainen                       | Origo                                  | –                         |
| 14. Woche 1 Woche | 1                                      | Isac Elliot                            | Vanhasta uuteen                        | –                         |
| 15.–16. Woche 2 Wochen | 2                                      | Costi                                  | Klondike                               | –                         |
| 17. Woche 1 Woche (insgesamt 12) | 12                                     | Ares                                   | Apathia                                | –                         |
| 18. Woche 1 Woche | 1                                      | Ghost                                  | Skeletá                                | –                         |
| 19. Woche 1 Woche (insgesamt 12) | 12                                     | Ares                                   | Apathia                                | –                         |
| 20. Woche 1 Woche | 1                                      | KAJ                                    | Sauna Collection                       | –                         |
| 21.–23. Woche 3 Wochen (insgesamt 12) | 12                                     | Ares                                   | Apathia                                | –                         |
| 24. Woche 1 Woche | 1                                      | Sara Bee                               | Baddie Issues                          | –                         |
| 25.–33. Woche 9 Wochen | 9                                      | Averagekidluke                         | Denim                                  | –                         |